# قرارگاه قدس
قرارگاه قدس جنوب شرق نزسا از قرارگاه‌های ده‌گانه نیروی زمینی سپاه پاسداران است. این قرارگاه از نظر حوزه جغرافیایی وسیع‌ترین مناطق تحت امر یک قرارگاه یعنی دو استان بزرگ سیستان و بلوچستان و کرمان را فرماندهی کند. قرارگاه قدس، سپاه‌های استانی ثارالله کرمان و سلمان سیستان و بلوچستان را تحت امر دارد. لشکر ۴۱ ثارالله کرمان، تیپ ۱۱۰ سلمان سیستان و بلوچستان، تیپ ۳۸ مکانیزه ذوالفقار کرمان و تیپ علی‌اکبر زابل از مهم‌ترین یگان‌های رزمی تحت امر آن هستند.
این قرارگاه به دستور سید علی خامنه‌ای؛ رهبر جمهوری اسلامی، وظیفه حفاظت از بخش‌هایی از مرزهای شرقی ایران را به جای فرماندهی انتظامی برعهده دارد. فرماندهی قرارگاه قدس تا ابتدای اسفند ۹۸ با سرتیپ محمد مارانی بود، از ۱۳۹۸ تا ۱۴۰۱ سرتیپ محمد کرمی فرماندهی قرارگاه قدس را برعهده داشت و هم‌اکنون سرتیپ پاسدار سیدحسن مرتضوی به‌عنوان فرمانده این قرارگاه فعالیت می‌کند.